# 24421 Djorgovski
24421 Djorgovski è un asteroide della fascia principale. Scoperto nel 2000, presenta un'orbita caratterizzata da un semiasse maggiore pari a 2,7759864 au e da un'eccentricità di 0,0958592, inclinata di 5,35424° rispetto all'eclittica.
L'asteroide è dedicato all'astronomo serbo, naturalizzato statunitense, Stanislav George Djorgovski.